# Ховін Бедік
Ховін Ервас Бедік (англ. Jovin Hervas Bedic; нар. 8 червня 1990, Баротак-Нуево) — філіппінський футболіст, нападник клубу «Кая» та національної збірної Філіппін.

## Клубна кар'єра
Ховін Бедік народився в місті Баротак-Нуево в провінції Ілоіло. Розпочав займатися футболом під час навчання в коледжі Вест-Негрос. У сезоні 2010—2011 році дебютував у складі нижчолігового філіппінського клубу «Пачанга». На початку 2013 року Бедік став гравцем клубу вищого філіппінського дивізіону «Сталліон», утім за короткий час став гравцем іншої команди найвищого філіппінського дивізіону «Кая» з міста Ілоіло. У новій команді Бедік став одним із основним гравців атакуючої ланки, а в 2018 році став у складі команди володарем Кубка Пауліно Алькантари, забивши вирішальний м'яч у фіналі в кінці додаткового часу.

## Виступи за збірні
У 2014 році Ховін Бедік дебютував у складі національної збірної Філіппін. У складі збірної брав участь у Чемпіонаті АСЕАН з футболу 2018 року, на якому філіппінська збірна зупинилась у півфінальній стадії. У складі збірної був учасником кубка Азії з футболу 2019 року в ОАЕ, що став першим виходом збірної Філіппін на континентальну першість, проте на цьому турнірі Бедік на поле не виходив. На початок 2021 року зіграв у складі збірної 10 матчів, у яких відзначився 2 забитими м'ячами.

## Титули та досягнення
- Чемпіон Філіппін (1):

«Кая» (Ілоіло): 2022/23
- Володар Кубка Пауліно Алькантара (3):

«Кая» (Ілоіло): 2018, 2021, 2023